# 舟歌 (サン＝サーンス)

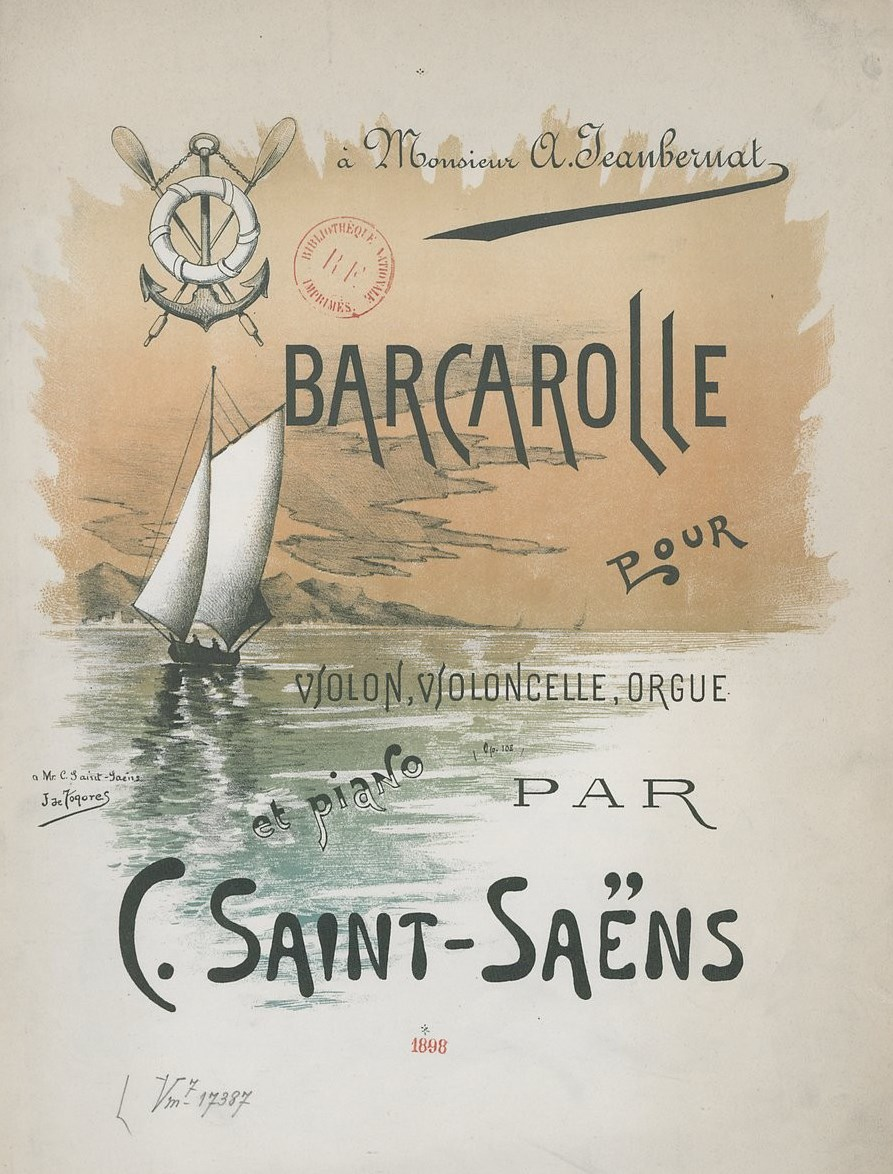
初版譜の表紙（1898年）

舟歌 ヘ長調 作品108 は、カミーユ・サン＝サーンスが1898年にヴァイオリン、チェロ、ハーモニウム（またはオルガン）とピアノのために作曲した室内楽曲。1909年には作曲者自身によりヴァイオリン、チェロ、ヴィオラとピアノのための版も制作されている。

## 概要
本作はサン＝サーンスにとって、2度目となるこの楽器の組み合わせでの作曲の試みであった。1897年にも挑戦しているが、5ページ半を書いたところで放棄してしまっている。彼は1865年に4つ目の楽器としてチェロの代わりにヴィオラを用い、似たような楽器の組み合わせでセレナード 作品15を作曲していた。1898年5月18日に音楽協会ラ・トロンペットで催された初演では、ルイ・ディエメがピアノ、ギヨーム・レミーがヴァイオリン、ジュール・デルサールがチェロ、そして作曲者自身がハーモニウムを演奏した。
この作品はバルセロナでサン＝サーンス作品による2つの音楽祭を立ち上げたアントニオ・ジャンベルナへと献呈された。

## 楽曲構成
アレグレット・モデラートの単一楽章から構成される。演奏時間は約8-10分。